# Courier News
Courier News est un journal quotidien américain fondé en 1884 à Somerville en New Jersey.

## Histoire
Le journal est la propriété du groupe Gannett depuis 1927.